# Шевченко (селище, Волноваський район)
Шевче́нко — селище Комарської сільської громади Волноваського району Донецької області, Україна.

## Загальні відомості
Відстань до Великої Новосілки становить близько 21 км і проходить автошляхом місцевого значення.
Землі селища межують із територією с. Маліївка Синельниківського району Дніпропетровської області. На південно-східній околиці селища бере початок Балка Широка і тече через селище.

## Населення
За даними перепису 2001 року населення селища становило 1200 осіб, із них 86,08 % зазначили рідною мову українську, 13,58 % — російську, 0,25 % — білоруську та 0,08 % — грецьку мову.